# Fujiwara no Hirotsugu
Fujiwara no Hirotsugu (藤原広嗣, 715-740) est un aristocrate japonais de l'époque Nara. Il est le fils de Fujiwara no Umakai (藤原宇合) et le chef de la branche Shiki-ke du clan Fujiwara.
D'abord gouverneur de la province de Yamato, il est ensuite rétrogradé en 738 et envoyé à Dazaifu à la suite d'un conflit avec Kibi no Makibi et Genbō.
En 740, il rédige une pétition pour le retrait de Kibi no Makibi et Genbō mais face au refus de l'empereur, il prend les armes avec 10 000 hommes. Sa rébellion est réprimée par le pouvoir impérial et il est exécuté.
Quelques-uns de ses poèmes sont inclus dans le Man'yōshū.